# Ivești (Galați)
Pour les articles homonymes, voir Ivești.
Ivești est une commune roumaine située dans le județ de Galați.